# Sérgio Fleury
Sérgio Fernando Paranhos Fleury (Niterói, 19 de maio de 1933 – Ilhabela, 1 de maio de 1979), mais conhecido como Delegado Fleury, foi um policial que atuou como delegado do Departamento de Ordem Política e Social (DOPS) de São Paulo durante a Ditadura Militar no Brasil. Fleury ficou conhecido por sua atuação violenta e foi acusado de tortura e homicídio de inúmeras pessoas pelo Ministério Público, mas morreu antes de ser julgado.
Vários depoimentos, testemunhas e relatos de presos políticos apontam que, sistematicamente, Fleury torturava as pessoas durante os interrogatórios que comandava. Vários dos militantes capturados por ele não resistiram às torturas e morreram. Fleury foi o principal responsável pela tentativa de captura e morte do guerrilheiro comunista Carlos Marighella. Também foi apontado como participante da Chacina da Lapa e investigado por envolvimento com tráfico de drogas e esquadrões da morte.
Protegido dos militares que promoveram o Golpe de Estado no Brasil em 1964 e impuseram a ditadura, deles recebeu diversas homenagens, como a Medalha do Pacificador e a Medalha Amigo da Marinha. Mas em 2009 uma rua com seu nome na cidade de São Carlos foi renomeada para homenagear o bispo católico Hélder Câmara, um dos mais conhecidos opositores do regime imposto pelo golpe. Em 2017, um bloco carnavalesco foi proibido de homenagear Fleury. Em 2021, uma outra rua, na Vila Leopoldina em São Paulo, que levava seu nome foi rebatizada, dessa vez em homenagem a Frei Tito, ativista católico pelos direitos humanos, e uma das pessoas torturadas por ele.

## Carreira
Bacharel em Direito, delegado (1966), atuou no serviço de radiopatrulhamento da cidade de São Paulo, ficou conhecido no combate criminoso à margem da lei, às organizações armadas de esquerda, que também atuavam ilegalmente, utilizando-se de tortura.
Em 1968, foi requisitado pelo DOPS, para lutar contra os movimentos de oposição à ditadura militar no Brasil.
Pela sua participação nas ações desenvolvidas pelas Forças Armadas do Brasil durante a chamada "guerra subversiva", foi condecorado pelo Exército Brasileiro com a Medalha do Pacificador e pela Marinha do Brasil com a Medalha Amigo da Marinha.

## Atividades
Participou da prisão dos estudantes da UNE (Congresso de Ibiúna, 1968) e foi acusado de determinar o extermínio de militantes comunistas em São Paulo (1968-1969). Chefiou a captura e execução de Carlos Marighella (1969) e das buscas visando a prender diversos opositores à ditadura militar ligados a este último (1971).

### A inversão da tática
Ao contrário dos métodos do Exército, empregados na repressão aos movimentos oposicionistas nos demais estados brasileiros, que copiavam modelos empregados pela França e pelos Estados Unidos na luta contra a insurgência, envolvendo equipamentos sofisticados e até o uso de satélites, o delegado Fleury adotou a inversão dessa tática. Um artigo, publicado na revista Veja de 12 de novembro de 1969, ressaltava que o sucesso de Fleury no combate à luta armada da esquerda deveu-se a sua experiência no combate aos criminosos comuns. Para ele, a motivação política era secundária. "Um assalto a banco, praticado por um subversivo, deveria ser investigado como um assalto comum. O subversivo que roubasse um automóvel deveria ser procurado como qualquer "puxador". A tática usada no cerco a Carlos Marighella foi a mesma empregada na captura de marginais. A revista, entrevistando um delegado do DOPS paulista, obteve a seguinte informação: "quando a gente prende um malandro, ladrão ou assassino, enfim um bandido, e a gente sabe que ele tem um companheiro, obrigamos o preso a nos levar até o barraco onde o outro mora. O bandido vai lá, bate na porta, o outro pergunta: "quem é?', e o bandido responde: "sou eu". O camarada abre a porta e entram dez policiais junto com o bandido". "Foi assim que Fleury obteve sucesso no combate à subversão: em cada dez diligências, sete eram proveitosas".

## Esquadrão da Morte
Foi investigado e denunciado pelos Promotores de Justiça Hélio Bicudo e Dirceu de Mello por supostos assassinatos praticados pelo Esquadrão da Morte. O Delegado Fleury foi apontado pelo Ministério Público de São Paulo como o principal líder desse Esquadrão. Fleury apresentava-se na corporação policial como líder do esquadrão da morte, com a promessa de para cada policial morto, matar dez bandidos.
Um dos casos, misturando impunidade com onipotência, ocorreu em 17 de junho de 1970, quando acompanhado por nove comparsas, entrou no Presídio Tiradentes, de onde retirou cinco presos. Fleury buscava vingar a morte de um policial assassinado horas antes por Adjovan Nunes, o Guri. Horas depois os cinco presos eram mortos em Guarulhos, outros cinco presidiários foram mortos nas horas seguintes, até que Adjovan foi achado morto em um matagal em Itaquera com 150 tiros.
Nesta época o esquadrão passou a ser um estorvo para a ditadura militar pois a imprensa estrangeira e as organizações dos direitos humanos apresentavam-no como a banditização do regime. O Palácio do Planalto teve a ideia de trocar tudo por um golpe publicitário e anunciou que os agentes do crime seriam punidos, o que mereceu o primeiro editorial do The New York Times favorável ao governo desde 1964.
Apesar da iniciativa federal e da predisposição do judiciário paulista, o executivo paulista foi contra: o governador Abreu Sodré formou uma comissão tendo o general Luís Felipe Galvão Carneiro da Cunha, um ex-torturador, como presidente. Apesar disso, Hélio Bicudo conseguiu acusar dois investigadores e um informante, além de apontar a ligação de Fleury com o tráfico de drogas e ter fotos dele antes da emboscada de um bandido em Guarulhos, fornecidas por um padre canadense.
Fleury teve sua prisão pedida, o Supremo Tribunal Federal (STF) negou um habeas corpus e a reação da ditadura foi imediata: o padre canadense foi empurrado de cima da torre da igreja, mas sobreviveu. Bicudo foi afastado do inquérito e ameaçado pela Receita Federal. Bicudo havia identificado 41 execuções e Fleury estava envolvido em 22.
Apesar de algumas condenações, Fleury não chegou a cumprir pena. Foi condecorado pelo governador Abreu Sodré (1969) e foi escolhido delegado do ano em duas oportunidades (1974 e 1976), em meio a diversas acusações de tortura e homicídios.

## Anistia política e morte
Em 1978, na convenção da Arena em São Paulo, apoiou a candidatura do coronel Erasmo Dias à Câmara dos Deputados. Opôs-se à anistia política promulgada em 1979.
Desde 1968 Fleury vinha sendo investigado por seu envolvimento com o tráfico de drogas e por ter metralhado Domiciano Antunes Filho, conhecido com Luciano, a mando de um traficante de drogas rival, José Iglesias, conhecido como Juca. Em função desse crime, em 1973 teve sua prisão preventiva decretada, mas foi beneficiado por uma alteração no Código de Processo Penal decretada pelo então presidente do Regime Militar, Emílio Garrastazu Médici, sob a forma da Lei 5.941, que facultava a liberdade aos réus primários e com residência fixa. A lei passou a ser conhecida como Lei Fleury e considerada uma vergonha jurídica pelos especialistas.
Fleury morreu por afogamento, segundo a sua mulher, Maria Izabel Oppido, presente em sua lancha na madrugada de 1º de maio de 1979. Seu corpo foi sepultado sem ter sido necropsiado, o que gerou comentários de que ele teria sido assassinado pela esquerda como vingança ou como "queima de arquivo" pelos seus antigos colaboradores da ditadura.
Em Memórias de uma Guerra Suja, publicado pelo ex-delegado do DOPS do estado Espírito Santo Cláudio Antônio Guerra, que assume a condição de um ex-agente da repressão aos opositores da ditadura militar, o  delegado  Fleury teria sido assassinado por ordem dos próprios militares. Segundo Cláudio Guerra, "o delegado Fleury tinha se tornado um homem rico desviando dinheiro dos empresários que pagavam para sustentar as ações clandestinas do regime militar e não obedecia mais a ninguém, agindo por conta própria". Ainda segundo Guerra, "Fleury teria sido dopado e levado uma pedrada na cabeça antes de cair no mar, fato que justificaria a estranha ausência da necrópsia do cadáver".
O delegado Fleury era conhecido e temido publicamente no Estado de São Paulo como agente apoiador da ditadura, torturador e assassino de opositores ao regime militar. Assim, quando sua morte foi anunciada pelo jornalista Juca Kfouri no famoso Comício do Sindicato dos Metalúrgicos do ABC no estádio da Vila Euclides, em São Bernardo do Campo, ainda durante o 1º de maio, a notícia de sua morte foi supostamente festejada e efusivamente aplaudida por aproximadamente cem mil pessoas.

## Cinema
Sérgio Fleury é interpretado por Cássio Gabus Mendes no filme Batismo de Sangue (2007), do diretor Helvécio Ratton. Também por Ernani Moraes, como Delegado Flores no filme Lamarca (1994), de Sérgio Rezende. O personagem de um delegado da repressão interpretado pelo ator Carlos Zara no filme Pra Frente Brasil (1982), também é vagamente inspirado no delegado Sérgio Fleury.[carece de fontes?]
No filme Marighella (2021), dirigido por Wagner Moura, o ator Bruno Gagliasso interpreta o delegado Lúcio, uma versão ficcional de Fleury, que lidera a equipe responsável pela perseguição e execução do guerrilheiro Carlos Marighella.